# 利奧波德·法蘭茲 (奧地利-托斯卡納)
利奧波德·法蘭茲（德語：Leopold Franz，1942年10月25日—），奧地利-托斯卡納家族首領，托斯卡納大公國的繼承人。

## 家庭
1965年，利奧波德·法蘭茲與萊蒂西亞·達倫貝格結婚，兩人共有兩個兒子：
1. 西吉斯蒙德（1966年出生）
2. 岡特拉姆（Guntram，1967年出生）

利奧波德·法蘭茲與萊蒂西亞於1981年離婚。1993年，利奧波德·法蘭茲與瑪塔·佩雷茲·瓦維德（Marta Perez Valverde）結婚並將托斯卡納的繼承權讓給長子西吉斯蒙德。